# بارك جيو يونغ
بارك جيو يونغ (مواليد 27 يوليو 1993) هي ممثلة كورية جنوبية. عُرفت لدورها في مسلسل لا بأس إن لم تكن بخير (2020)، منزل جميل (2020)، قاضي الشيطان ودالي والامير المغرور لعام (2021) النجمة الشهيرة (2023).

## روابط خارجية
- بارك جيو يونغ على موقع IMDb (الإنجليزية)
- بارك جيو يونغ على موقع روتن توميتوز (الإنجليزية)
- بارك جيو يونغ على موقع قاعدة بيانات الفيلم (الإنجليزية)
- بارك جيو يونغ على موقع ليتربوكسد (الإنجليزية)